# 晴海通常郵便集中局
晴海通常郵便集中局（はるみつうじょうゆうびんしゅうちゅうきょく）は、東京都中央区晴海にかつて存在した郵便局の一種である。

## 概要
住所：〒104-0053 東京都中央区晴海4-6-26
1960年代以降、東京地区の郵便物の激増に伴い、大型普通通常郵便物を効率よく専門に処理する集中局として設置された。

## 沿革
- 1967年（昭和42年）10月2日 - 郵便物増加によって逼塞する東京中央郵便局から大型普通通常郵便物の分配・差立事務の一部を移管、中央区晴海に晴海通常郵便集中局を設置。
- 1990年（平成2年）8月6日 - 江東区新砂に新東京郵便局の設置に伴い、業務の全てを移管。新東京郵便局晴海分室に改称。
- 2010年（平成22年）3月23日 - 郵便事業京橋支店が、当分室の局舎を再利用する形で移転し、郵便事業晴海支店と改称、一般集配支店として業務を再開。

## 取扱内容
- 神田・京橋・渋谷局引受の全国（神奈川、千葉、埼玉各県、自配、自行政区あてを除く）あて大型普通通常郵便物の集中差立事務。
- 東京都区及び島嶼内各局引受の東京都（自配、自行政区あてを除く）あて大型普通通常郵便物の集中差立事務。
- 全国から東京都にあてる大型普通通常郵便物の分配事務。